# Nothomiza binotata
Nothomiza binotata är en fjärilsart som beskrevs av W. Warren 1897. Nothomiza binotata ingår i släktet Nothomiza och familjen mätare. Inga underarter finns listade i Catalogue of Life.